# Гизи (район Афин)
Гизи (греч. Γκύζη) — район Афин, расположен к северу от проспекта Александра (λεωφόρος Αλεξάνδρας); граничит с районами Кипсели (на северо-западе), Полигоно (на севере), Амбелокипи (на востоке), Кудурьотика (на юго-востоке), Неаполи (на юге), Марсово поле (Педион ту Ареос, на западе). В основном, Гизи был застроен многоквартирными домами в 1960—1970-х годах. Район обслуживают станции «Амбелокипи» и «Панораму» третьей ветки Афинского метрополитена. В административно-территориальном отношении Гизи входит в состав 7-го района общины (дима) Афины.